# Nattens madrigal – Aatte hymne til ulven i manden
Az Ulver black metal trilógiájának befejező darabja. Az elejétől a végéig rendkívül nyers black metal album. Az első dal első néhány másodpercétől eltekintve nincs a korábbi albumokra jellemző akusztikus rész a lemezen. A dalok között ambient átvezetők a zenekar jövőjét vetítik előre. A Nattens Madrigal egy konceptalbum, melyben egy ember farkasemberré válik. Az egyik legjelentősebb black metal albumként tartják számon. Egyes híresztelések szerint a felvételeket egy erdőben készítették, ezt azonban Garm cáfolta.

## Számlista
1. Hymn I: Of Wolf and Fear – 6:16
2. Hymn II: Of Wolf and the Devil – 6:21
3. Hymn III: Of Wolf and Hatred – 4:48
4. Hymn IV: Of Wolf and Man – 5:21
5. Hymn V: Of Wolf and the Moon – 5:14
6. Hymn VI: Of Wolf and Passion – 5:48
7. Hymn VII: Of Wolf and Destiny – 5:32
8. Hymn VIII: Of Wolf and the Night – 4:38

## Zenészek
- Garm – gitár, ének
- Håvard Jørgensen – gitár
- Aismal – gitár
- AiwarikiaR – dob
- Skoll – basszusgitár